# (11280) Sakurai
(11280) Sakurai – planetoida z pasa głównego asteroid okrążająca Słońce w ciągu 3 lat i 155 dni w średniej odległości 2,27 j.a. Została odkryta 9 października 1989 roku w obserwatorium w Kitami przez Masayuki Yanai i Kazurō Watanabe. Nazwa planetoidy pochodzi od Yukio Sakurai (ur. 1953), japońskiego astronoma amatora, obserwatora gwiazd zmiennych, odkrywcy Obiektu Sakurai. Przed nadaniem nazwy planetoida nosiła oznaczenie tymczasowe (11280) 1989 TY10.